# 찰스 로이드팩
찰스 로이드팩(영어: Charles Lloyd-Pack, 1902년 10월 10일 ~ 1983년 12월 22일)은 잉글랜드 출신의 배우이다. 해머사 영화 《괴인 드라큐라》(1958)에서 존 수어드 박사 역으로 출연했고, 이외에도 테런스 피셔 감독의 공포 영화에 많이 출연했다. 아들 로저 로이드팩도 배우이다.